# Лагина, Анастасия Александровна
Анастасия Александровна Лагина (род. 11 августа 1995 года, Ярославль) — российская гандболистка, вратарь клуба «Черноморочка» и сборной России. Мастер спорта России. Бронзовый призёр чемпионата мира 2019 года.

## Биография
В секцию гандбола Анастасия пришла в возрасте 9-ти лет. Первым тренером является Рафаэль Арменакович Калашян. Кандидат в мастера спорта России. Обучалась в Тольяттинском государственном университете.
С 2011 по 2016 годы играла в составе ГК «Звезда» (Звенигород). с 2016 по 2017 годы — в ГК «Луч» (Москва). С июля 2017 года игрок тольяттинской Лады. Победительница чемпионата России среди дублирующих составов 2013 года в составе «Звезды-2». Серебряный призёр чемпионата России 2018 и 2019 годов, серебряный призёр Кубка России 2019 года в составе «Лады».
В мае 2021 года перешла в клуб «Ростов-Дон».

## Карьера в сборной
Была вызвана в национальную сборную на чемпионат мира 2019 года. Бронзовый призёр чемпионата мира 2019 года, который проходил в Японии.